# Ralph Newball Sotelo
Ralph Julio Newball Sotelo (Providencia, 1953) es un médico y político colombiano, que se desempeñó como Gobernador del Departamento San Andrés y Providencia. Actual miembro de la Diáspora Raizal empeñado en mejorar las islas. 

## Reseña biográfica
Nació en la Isla de Providencia, hijo de Elru Newball y de Rosa Sotelo. Estudió Medicina en la Universidad de Antioquia, en Medellín, donde también se especializó en traumatología y en ortopedia. Posteriormente, regresó a Providencia a servir como el único médico ortopedista de las islas.
En el sector público primero se desempeñó como Director Seccional de Salud del Departamento y, entre 1990 y 1992, como primer secretario de Salud del departamento. Entró a la política como candidato a Gobernador de San Andrés en las elecciones regionales de Colombia de 1997 por el Movimiento Educación, Trabajo y Cambio Social, sin éxito.
En las elecciones regionales de Colombia de 2000, las cuales fueron anticipadas en las islas, fue candidato independiente a la Gobernación de San Andrés, resultando elegido como cuarto gobernador de San Andrés y Providencia elegido por voto popular, gracias al apoyo del partido Movimiento Ciudadano, liderado por Bernardo Hoyos Montoya. En las elecciones, que contaron con una abstención del 55%, Newball resultó elegido Gobernador con 6.875 votos, una gran ventaja de más 2.000 votos frente a quién quedó en segundo lugar, el Representante a la Cámara Julio Gallardo Archbold, que ontuvo 4.716 votos; los otros dos candidatos fueron Naura Caballero García (2.339 votos) y Octavio Mow Robinson (1.253 votos).
En las elecciones también contó con el apoyo de cinco diputados a la  Asamblea Departamental, cinco concejales de Providencia y los dos representantes a la Cámara que poseía el Archipiélago. Su principal promesa fue el combate de la corrupción.
En mayo de 2002 fue destituido por el procurador general de la Nación, Edgardo Maya Villazón, quien señaló a Newball de haber provocado una crisis sanitaria en la Isla de San Andrés, ya que, supuestamente, no habría actuado para liberar el paso hacia el basurero de la isla, que había sido bloqueado por habitantes locales. Así mismo, fue acusado de favorecer a los manifestantes frente a la Empresa de Aseo Departamental. Así, se convirtió en el tercer gobernador en ser destituido en el departamento.
Su destitución provocó masivas protestas por parte de los pobladores del departamento. Visto como un héroe que se enfrentó al centralismo colombiano, tras ser destituido tuvo que huir del país tras recibir constantes amenazas en su contra.